# بخش مرکزی شهرستان حمیدیه
بخش مرکزی، یکی از بخش‌های شهرستان حمیدیه در استان خوزستان ایران است. مرکز این بخش، شهر حمیدیه است.

## تقسیمات کشوری
- بخش مرکزی شهرستان حمیدیه
  - دهستان کرخه
  - دهستان دهکده

شهر: حمیدیه

## جمعیت
بر پایه سرشماری عمومی نفوس و مسکن در سال ۱۳۹۵، جمعیت بخش مرکزی شهرستان حمیدیه برابر با ۳۹٬۸۹۷ نفر بوده است.